# 段蘭
段蘭（此名係根據《晉書》所載，《魏書》則作段鬱蘭，?—?），中國十六國時期段部鮮卑的首領。是段部鮮卑第一位首領段日陸眷之孫，前任首領段遼之弟，段遼為首領時，段蘭數度率軍攻擊鄰近的政權。
338年，段部鮮卑的遼西公國政權，在後趙及前燕的夾擊下覆亡，段蘭逃亡。343年，被宇文部鮮卑首領宇文逸豆歸抓獲，送至後趙，但後趙天王石虎反而命段蘭率領從屬的鮮卑部眾五千人，回到遼西的故都令支（今中國河北省遷安市）屯駐。
段蘭後來就在令支去世，由其子段龕接管部眾。
1^ 根據《魏書》記載，段蘭是段日陸眷之弟，然有認為二人生存年代相去甚遠，疑該記載有誤，今從《晉書》、《資治通鑑》之記載。
2^ 史籍並未記載段蘭去世之年，部分資料以350年段龕起兵稱齊王為段蘭去世之年並不正確。
| 前任： 兄段遼 | 段部鮮卑首領 343-？ | 繼任： 子段龕 |